# 角盲蝽
角盲蝽（学名：Helopeltis cinchonae）为盲蝽科角盲蝽屬下的一个种。